# Phyllodoce nicoyensis
Phyllodoce nicoyensis är en ringmaskart som beskrevs av Treadwell 1928. Phyllodoce nicoyensis ingår i släktet Phyllodoce och familjen Phyllodocidae. Inga underarter finns listade i Catalogue of Life.